# Plagithmysus peleanus
Plagithmysus peleanus är en skalbaggsart som beskrevs av J. Linsley Gressitt och Davis 1972. Plagithmysus peleanus ingår i släktet Plagithmysus och familjen långhorningar. Inga underarter finns listade i Catalogue of Life.